# Murcia (Stadt)
Murcia [ˈmuɾθja] ist eine Stadt im Südosten Spaniens. Sie ist die Hauptstadt der autonomen Region Murcia und wird in Spanien der Levante zugeordnet. Murcia liegt am Fluss Segura und ist durch ein mildes Klima mit heißen Sommern und milden Wintern sowie geringem Niederschlag geprägt. Sie ist eine der größten Universitätsstädte Spaniens und mit 474.617 Einwohnern (Stand: 2024) die siebentgrößte Stadt des Landes.
Höhepunkte für Besucher stellen die Kathedrale von Murcia und eine Zahl von weiteren Barockgebäuden sowie die lokale Küche, die Osterprozessionen und die Werke des Bildhauers Francisco Salzillo dar. Die Stadt wird aufgrund ihrer langen landwirtschaftlichen Tradition als Exporteur und Produzent von Obst, Gemüse und Blumen der „Obstgarten Europas“ genannt.

## Geographie
Murcia liegt im Tal des Río Segura. Südlich erhebt sich eine kleine Gebirgskette mit der Cresta del Gallo und dem Valle Perdido. Dort befindet sich auch die Ermita de la Fuensanta, das wichtigste Heiligtum der Region Murcia. Im Westen der Stadt erstreckt sich die Sierra Espuña, etwas nordwestlich der Stadt liegt die Sierra Espartal mit dem Revolcadores, dem höchsten Berg der Provinz Murcia. 

### Verwaltung
Murcia ist in 24 Stadtbezirke und 54 Vororte (Pedanías) aufgeteilt:
Stadtbezirke:
| - Buenos Aires - El Carmen - La Catedral - Infante Juan Manuel - La Fama - La Flota - La Paz - Vistabella - La Purísima - Barriomar - El Ranero - San Andrés - San Antolín - San Antón | - San Basilio - Santa María de Gracia - San Juan - San Lorenzo - San Miguel - San Nicolás - San Pedro - San Pío X - Santa Catalina - Santa Eulalia - Santa María - San Bartolomé - Santiago El Mayor - Vista Alegre - Espinardo |

Vororte (Pedanías)::
| - La Albatalía - La Alberca - Algezares - Aljucer - Alquerías - La Arboleja - Baños y Mendigo - Barqueros - Beniaján - Cabezo de Torres - Cañada Hermosa - Cañadas de San Pedro - Carrascoy - La Murta - Casillas - Churra - Cobatillas - Corvera - Los Dolores - Era Alta | - El Esparragal - Garres y Lages - Gea y Truyols - Guadalupe - Javalí Nuevo - Javalí Viejo - Jerónimo y Avileses - Lobosillo - Llano de Brujas - Los Martínez del Puerto - Monteagudo - Nonduermas - La Ñora - El Palmar - Puebla de Soto - Puente Tocinos - El Puntal - El Raal - Los Ramos | - La Raya - Rincón de Beniscornia - Rincón de Seca - San Benito - Patiño - San Benito - Barrio del Progreso - San Ginés - San José de la Vega - Sangonera la Seca - Sangonera la Verde - Santa Cruz - Santiago y Zaraiche - Santo Ángel - Sucina - Torreagüera - Valladolises y Lo Jurado - Zarandona - Zeneta |

### Klima
Die Region Murcia ist eine der trockensten und heißesten Regionen Europas. In einer Halbwüste gelegen, überschreiten die Temperaturen im Sommer oft die 40 °C-Marke. Die Winter sind relativ mild, dennoch werden bisweilen nachts auch einstellige Minusgrade erreicht.
|                       | Jan  | Feb  | Mär  | Apr  | Mai  | Jun  | Jul  | Aug  | Sep  | Okt  | Nov  | Dez  |   |      |
| Mittl. Tagesmax. (°C) | 15,7 | 17,1 | 20,3 | 22,4 | 25,7 | 30,4 | 33,4 | 33,4 | 30,4 | 25,2 | 20,4 | 16,9 | ⌀ | 24,3 |
| Mittl. Tagesmin. (°C) | 4,3  | 5,2  | 7,7  | 10,0 | 13,0 | 17,1 | 19,3 | 19,3 | 17,0 | 12,5 | 8,1  | 5,9  | ⌀ | 11,6 |
|                       |      |      |      |      |      |      |      |      |      |      |      |      |   |      |
| Niederschlag (mm)     | 24   | 18   | 23   | 43   | 39   | 10   | 1    | 8    | 30   | 45   | 26   | 37   | Σ | 304  |
|                       |      |      |      |      |      |      |      |      |      |      |      |      |   |      |
| Sonnenstunden (h/d)   | 5,9  | 6,4  | 6,6  | 8,1  | 9,7  | 10,9 | 11,8 | 10,7 | 8,1  | 6,5  | 5,8  | 5,9  | ⌀ | 8    |
|                       |      |      |      |      |      |      |      |      |      |      |      |      |   |      |
| Regentage (d)         | 4    | 4    | 5    | 6    | 6    | 2    | 1    | 1    | 4    | 5    | 4    | 5    | Σ | 47   |
|                       |      |      |      |      |      |      |      |      |      |      |      |      |   |      |
| Luftfeuchtigkeit (%)  | 73   | 70   | 67   | 62   | 61   | 58   | 58   | 61   | 67   | 69   | 73   | 74   | ⌀ | 66,1 |

| 4,3 |

| 5,2 |

| 7,7 |

| 10,0 |

| 13,0 |

| 17,1 |

| 19,3 |

| 19,3 |

| 17,0 |

| 12,5 |

| 8,1 |

| 5,9 |

| 4,3 |

| 5,2 |

| 7,7 |

| 10,0 |

| 13,0 |

| 17,1 |

| 19,3 |

| 19,3 |

| 17,0 |

| 12,5 |

| 8,1 |

| 5,9 |

## Geschichte
Die Stelle des heutigen Murcia war schon vor der römischen Besetzung Südspaniens im 3. Jahrhundert v. Chr. besiedelt, aber es ist unbekannt, welchen Namen der Ort während der Römerherrschaft trug. Erstmals erwähnt wird er in muslimischen Chroniken. Laut Yāqūt ar-Rūmī wurde die Stadt 825 unter dem Namen Mursiya durch Abd ar-Rahman II. gegründet. Mittels der damals überlegenen maurischen Technologie wurde ein komplexes Netzwerk von Bewässerungskanälen angelegt, wodurch die Stadt reiche Landwirtschaft treiben konnte. Nach dem Fall des Kalifats von Córdoba 1031 kam Murcia zuerst unter die Herrschaft des Reichs von Almería, dann des Reichs von Valencia. 1063 rief Abd ar-Rahman ibn Tahir ein unabhängiges Königreich Murcia aus. Im 12. Jahrhundert beschrieb al-Idrisi die Stadt als bevölkerungsreich und stark befestigt. 1172 eroberten die Almohaden Murcia, das in der Folge von 1223-43 die Hauptstadt eines unabhängigen muslimischen Emirats war. Dann nahmen es die Kastilier, als sich zahlreiche Einwanderer aus Nordostspanien und der Provence in der Stadt ansiedelten. Maurische Fürsten regierten weiterhin nominell über die gemischte Einwohnerschaft, aber ein Aufstand gegen den Oberherrn Alfons X. von Kastilien führte 1266 zur endgültigen Eingliederung Murcias in das Königreich Kastilien. Seit 1291 war die Stadt Bischofssitz.
1651 wurde die gesamte Stadt vom Río Segura überschwemmt, wobei über tausend Menschen ums Leben kamen. Während des Spanischen Erbfolgekriegs verteidigte Bischof Luis de Belluga die Stadt gegen eine erzherzogliche Armee, indem er die fruchtbare Umgebung (huerta) flutete. 1810 und 1812 wurde Murcia von französischen Truppen Napoleons angegriffen, die unter dem Befehl von Marschall Soult standen. Durch das Erdbeben vom 18. bis 21. März 1829 wurde die Stadt fast ganz verwüstet. Zahlreiche Gebäude, darunter die Kathedrale, stürzten ein oder erlitten große Schäden, und viele Menschen wurden erschlagen. Am 23. Juni 1843 wurde Murcia von Insurgenten durch Kapitulation genommen. 1879 und 1907 hatte es durch Überschwemmungen schwer zu leiden, obwohl der Bau eines Damms viel dazu beitrug, dass der Río Segura in seinem Bett blieb.
Seit 1833 ist Murcia die Hauptstadt der Provinz Murcia. Mit der Bildung der Autonomen Gemeinschaften wurde es 1982 auch Hauptstadt der mit der Provinz identischen Region Murcia. In den letzten Jahrzehnten stieg die Bevölkerungszahl sprunghaft an, so dass Murcia heute die siebentgrößte Stadt Spaniens ist.

### Einwohnerentwicklung
| Jahr      | 1857   | 1900    | 1920    | 1940    | 1960    | 1981    | 1991    | 2000    | 2007    | 2015    |
| Einwohner | 89 314 | 111 539 | 141 175 | 193 731 | 249 738 | 288 631 | 383 250 | 357 166 | 422 861 | 439 889 |

1991: Stand vom 1. März; 1996: Stand vom 1. Mai; ab 1998: Stand vom 1. Januar

## Wirtschaft und Bildung
Neben der mittlerweile nicht mehr so bedeutenden Landwirtschaft wird der größte Teil des Bruttosozialprodukts der Stadt Murcia im Dienstleistungssektor erwirtschaftet.
Murcia ist Sitz der 1996 gegründeten Universidad Católica de Murcia (UCAM).

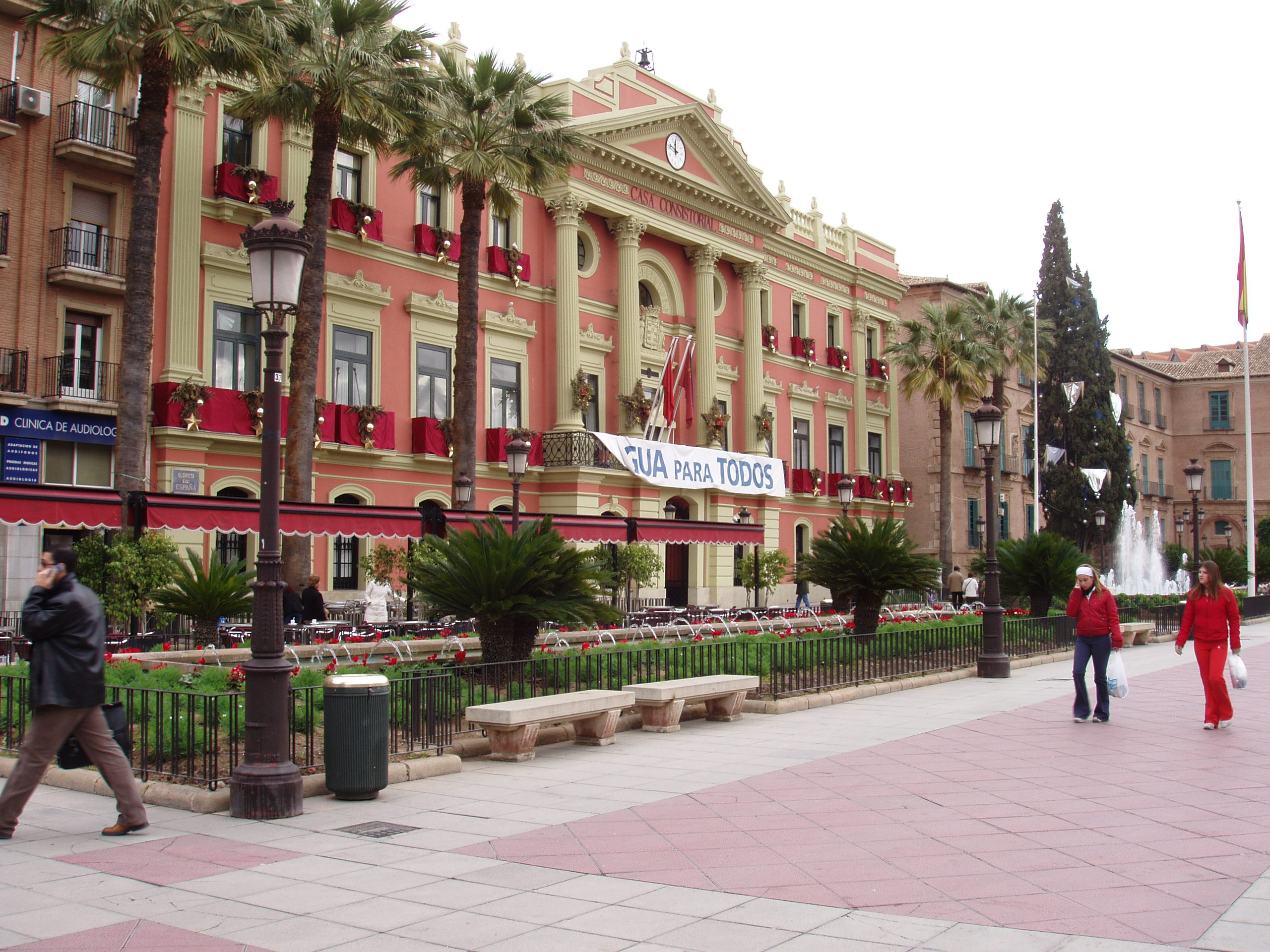
Glorieta

## Sehenswürdigkeiten

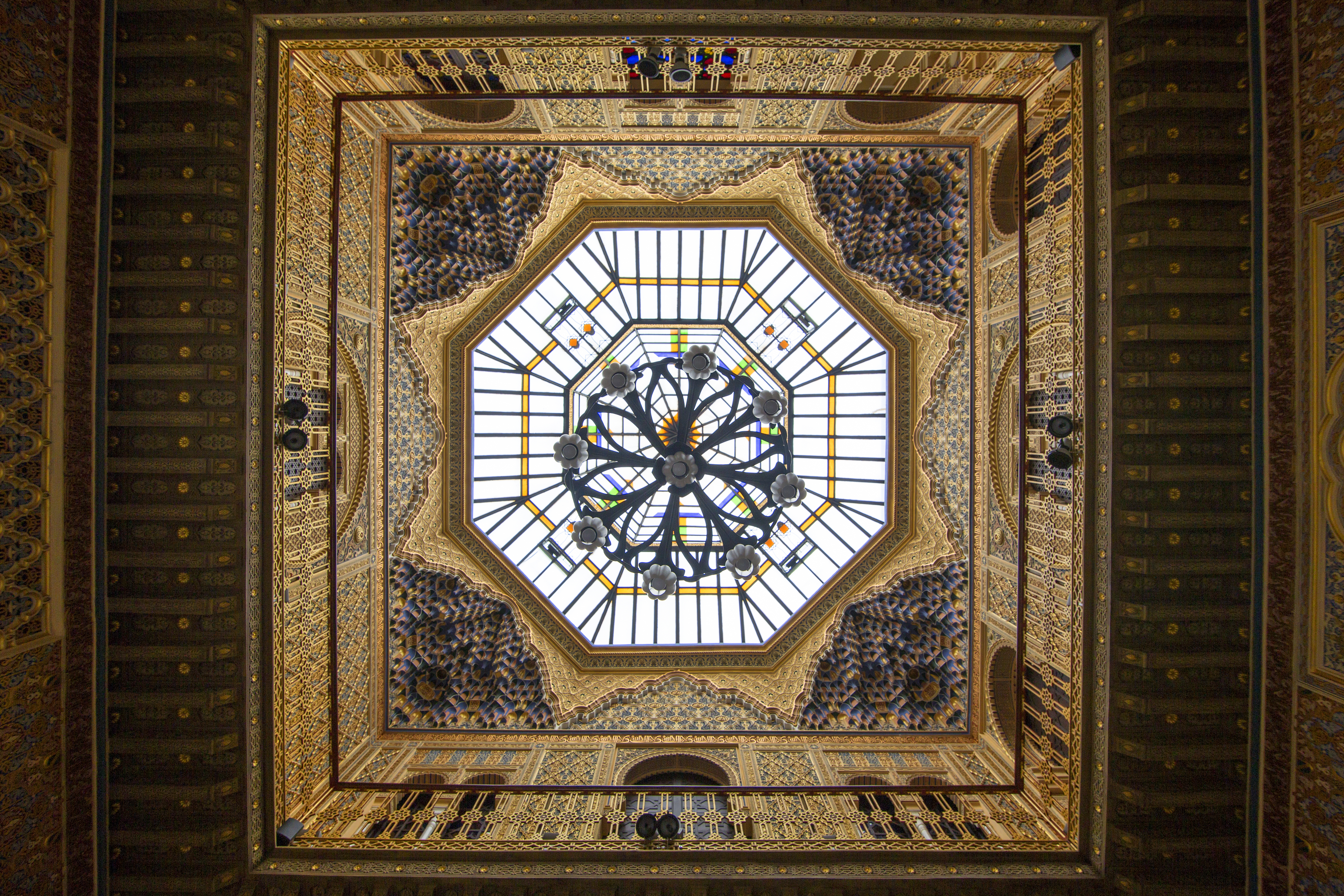
Vergoldete Innendekoration des Casino

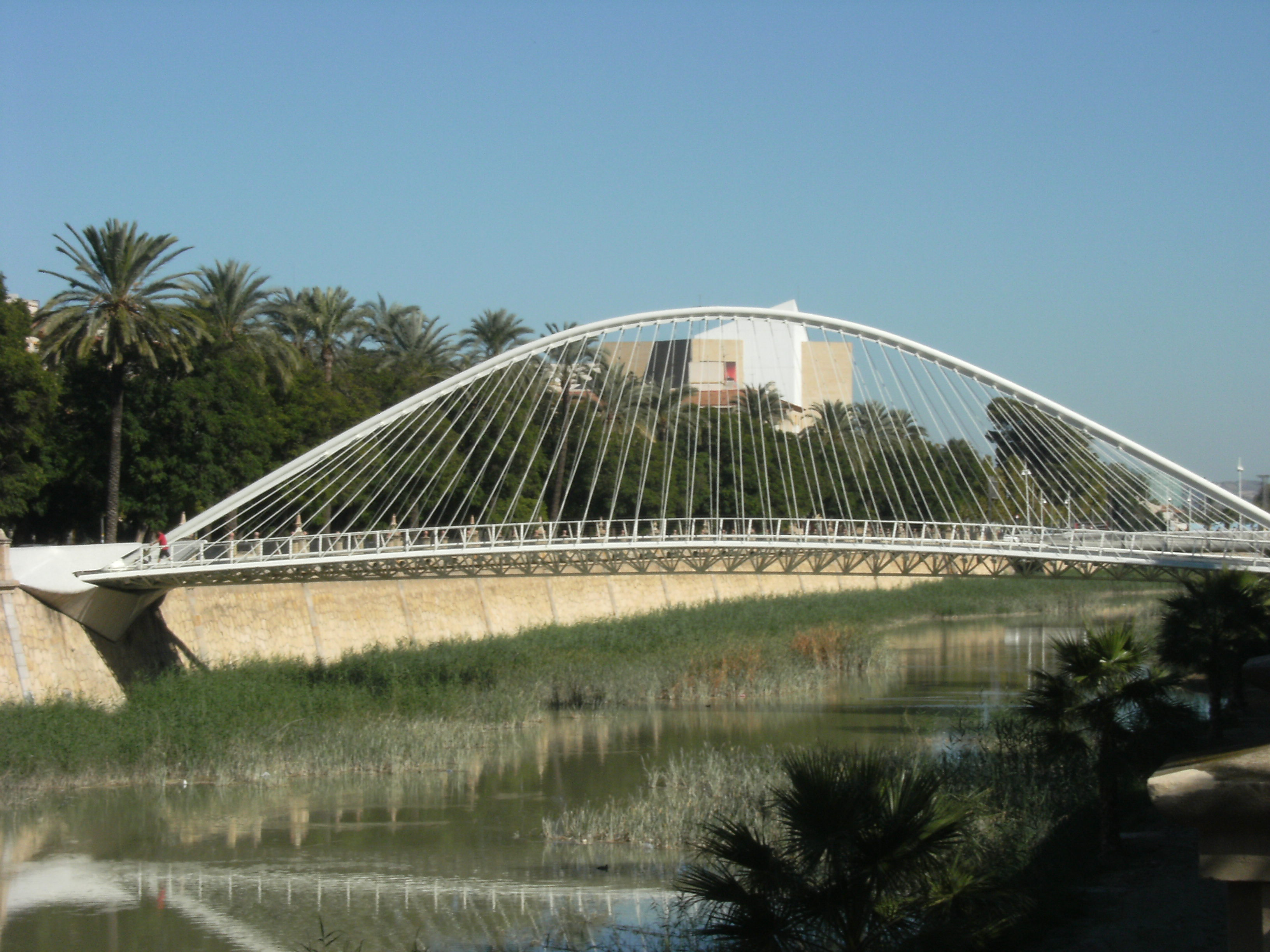
Santiago-Calatrava-Brücke

Die Kathedrale von Murcia weist Elemente aus verschiedenen Jahrhunderten auf. Sie wurde zwischen 1394 und 1465 im kastilisch-gotischen Stil erbaut. Ihr Turm wurde 1792 vollendet und zeigt ebenfalls eine Verbindung verschiedener architektonischer Stile: Die ersten beiden Stockwerke wurden im Renaissancestil (1521 bis 1546) erbaut, der dritte im Barock. Der Glockenturm enthält sowohl Rokoko- als auch neoklassizistische Einflüsse. Die Hauptfassade (1736 bis 1754) wird als Meisterwerk des spanischen Barocks angesehen.
Ein weiteres Gebäude am Platz der Kathedrale, der Plaza Cardinal Belluga, ist der bunte Bischofspalast aus dem 18. Jahrhundert. Der im selben Jahrhundert errichtete Platz Glorieta, der am Ufer des Flusses Segura liegt, ist das traditionelle Zentrum der Stadt. Hier befindet sich auch das Rathaus.
Ein Großteil der Altstadt ist als Fußgängerzone ausgewiesen, sie wird in ihrem Zentrum von den Straßen Trapería und Platería geprägt. Auf der Trapería befindet sich das Casino, ein Club aus dem Jahr 1847 mit einem maurischen Innenhof nach dem Vorbild der Alhambra in der Nähe von Granada. Der Name Platería geht auf plata (Silber) zurück, da diese Straße in der Geschichte Murcias für die jüdische Bevölkerung Haupthandelsort von Rohstoffen war. Trapería leitet sich vom Wort trapos (Kleidung) ab.
Mehrere Brücken führen über den Segura, darunter die Puente de los Peligros (Brücke der Gefahren), eine Steinbrücke aus dem 18. Jahrhundert mit einer Marienkapelle auf einer Seite, sowie moderne Brücken, die von Santiago Calatrava und Javier Manterola entworfen wurden und die Stahlbrücke Puente Nuevo aus dem frühen 20. Jahrhundert.
Weitere Sehenswürdigkeiten:

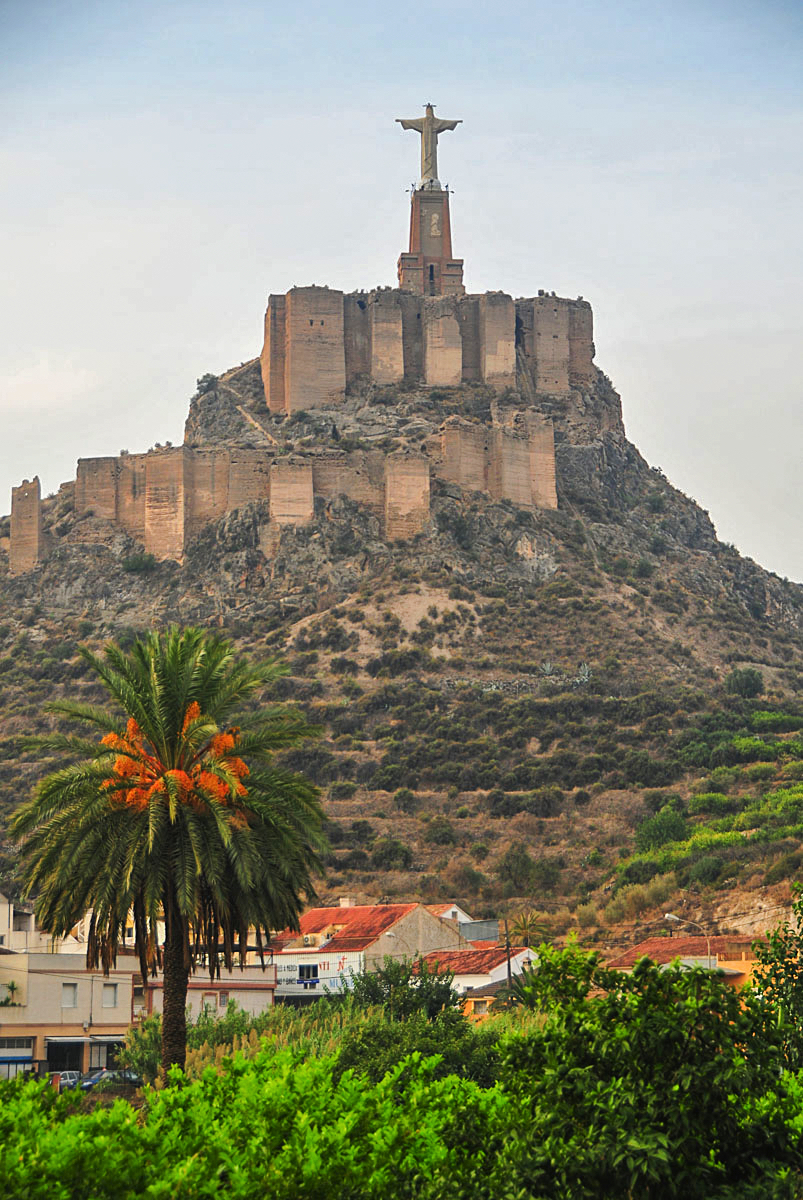
Berg Monteagudo

- Auf dem Berg Monteagudo stehen ein römisches Kastell, Reste einer arabischen Burg und eine Christusstatue ähnlich der in Rio de Janeiro. In unmittelbarer Nähe sind noch zwei arabische Burgen zu finden: das Castillo de Larache und der Palast von Ibn Mardanīsch.
- Kloster Santa Clara: Im Innenhof des Klosters Santa Clara im Zentrum sind bedeutende Reste des arabischen Palastes Alcazar Seguir zu sehen.[10]
- Im Jardín de San Estebán wurde Ende der 2000er Jahre ein arabisches Viertel ausgegraben, als man auf dem Gelände ein Parkhaus errichten wollte. Nach Bürgerprotesten und einem Rechtserlass wurde das Projekt im Dezember 2009 gestoppt.[11]
- Das Kloster Los Jerónimos aus dem 18. Jahrhundert.
- Das Theater Romea aus dem 19. Jahrhundert.
- Der Almudí-Palast, ein historisches Gebäude aus dem 17. Jahrhundert. Im Inneren befinden sich toskanische Säulen. Seit 1985 beherbergt es das Archiv der Stadt und regelmäßig auch Ausstellungen.
- Das Salzillo-Museum.
- Viele Kirchen, von denen einige den Bürgerkrieg relativ unbeschädigt überstanden haben.

### Religion und Kultur

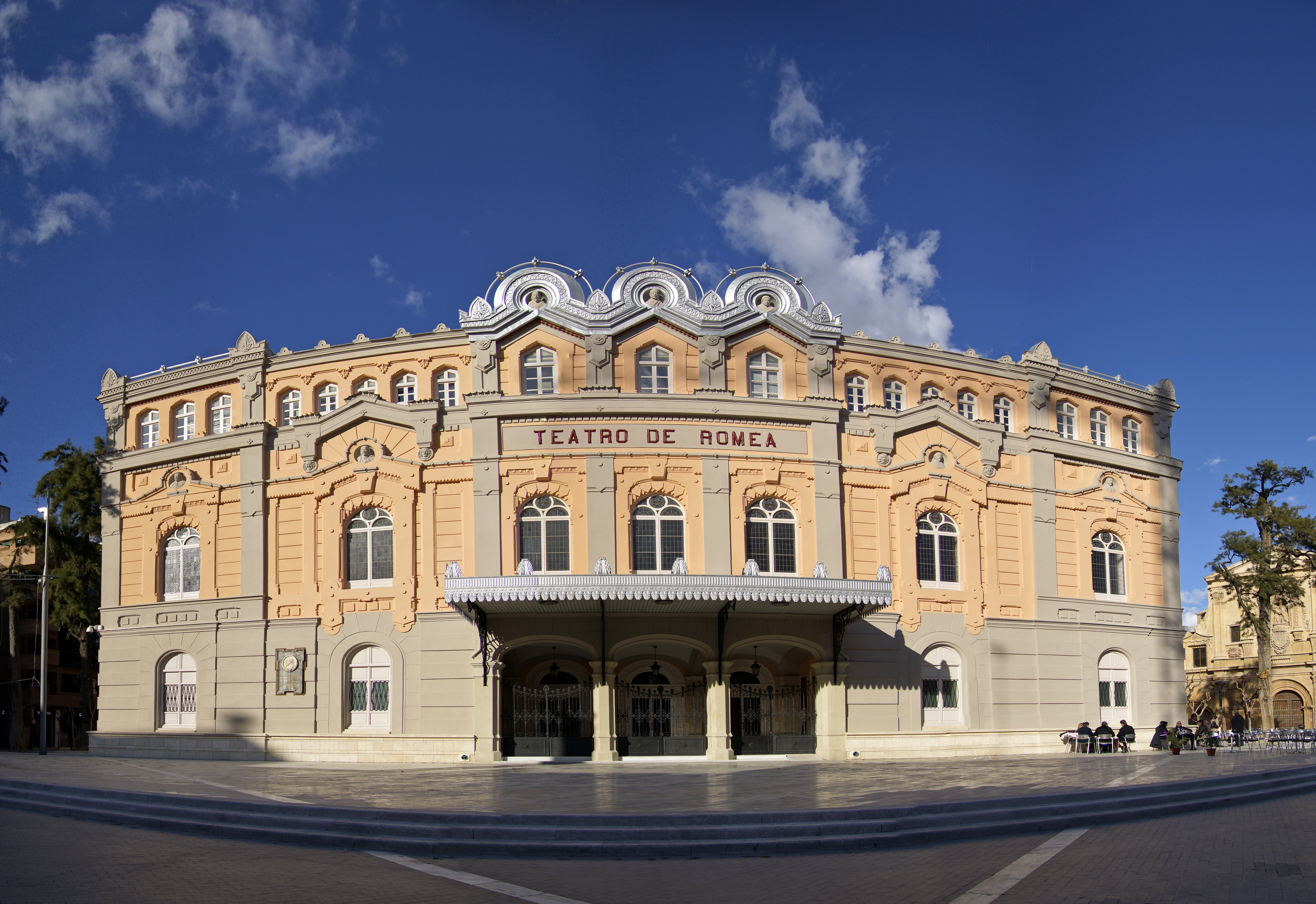
Romea-Theater

Die Schutzheilige der Stadt ist María de la Fuensanta. Das wichtigste Fest der Stadt ist der Bando de la Huerta, der die Fiestas de Primavera einleitet und die mit dem Entierro de la Sardina beendet werden. Diese Feste finden kurz nach der Semana Santa (Karwoche) statt, die mit zahlreichen Prozessionen gefeiert wird. Diese zeichnen sich dadurch aus, dass bei den meisten kleine Geschenke (Süßigkeiten und typische Backwaren, die monas) verteilt werden. Außerdem werden am Palmsonntag und am Karfreitag die sogenannten Saetas – religiöse Bittgesänge – gesungen.
Im Mai findet das Fest Murcia Tres Culturas statt, das an die drei ehemals beherrschenden Religionen in der Stadt – Christentum, Islam und Judentum – erinnern soll. Der 1997 erschienene Film Pajarico von Carlos Saura spielt im Murcia der 70er Jahre. Murcia hat eine aktive Musikszene, besonders im Bereich Rockmusik; unter anderem sind hier die Bands M Clan und Second beheimatet. Der spanische Maler Jorge Fin lebt und arbeitet in Murcia.

## Verkehr

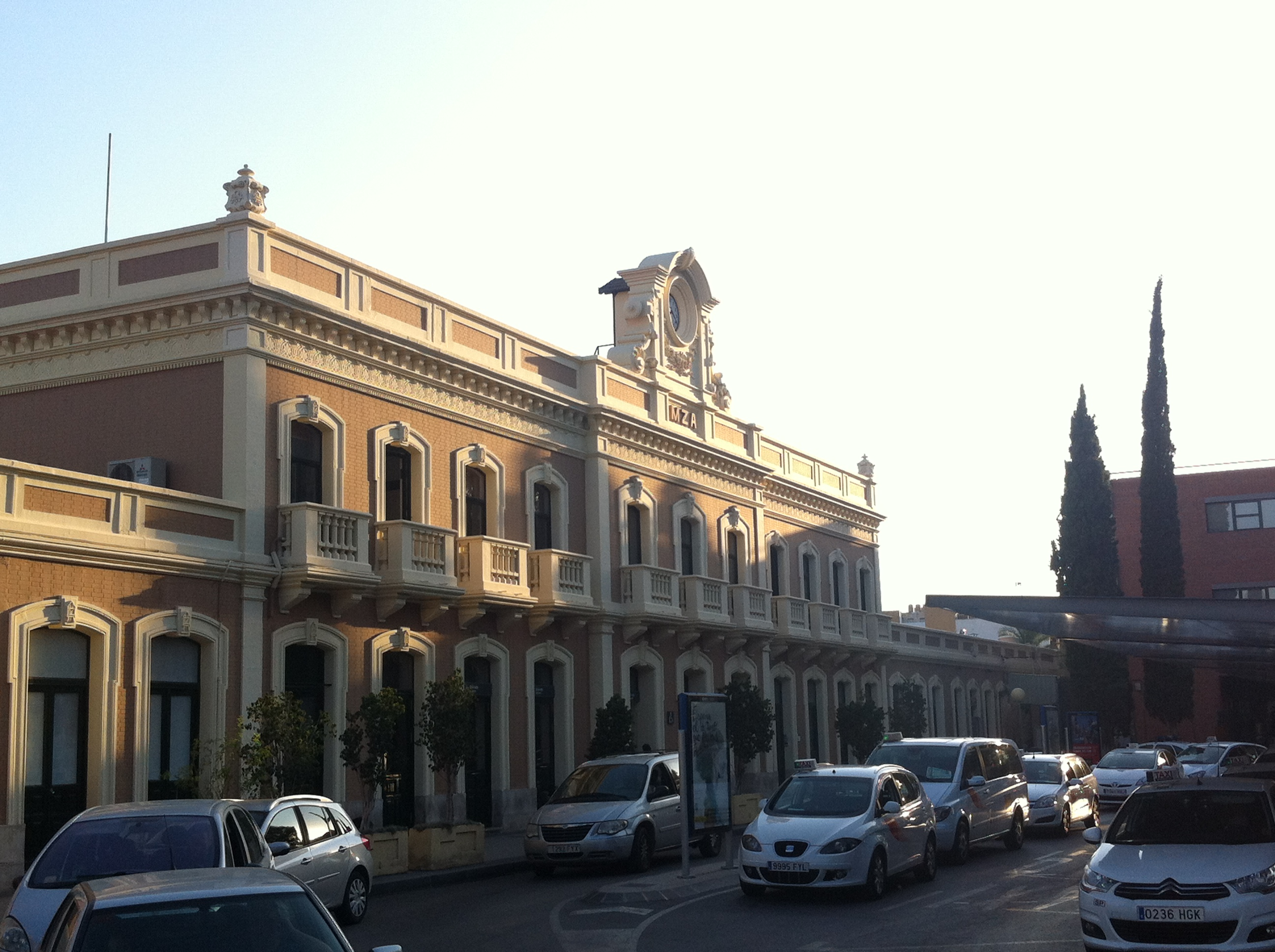
Bahnhof Murcia del Carmen

Murcia besaß einen internationalen Verkehrsflughafen, den auch als Militärbasis genutzten Flughafen in San Javier, ca. 40 Kilometer entfernt an der Lagune Mar Menor. Die Eröffnung des seit 2013 fertiggestellten neuen Flughafens Murcia-Corvera erfolgte im Januar 2019. Von dort werden jetzt die zivilen Flüge abgewickelt.
Neben der Autovía del Mediterraneo (A7), die die gesamte spanische Mittelmeerküste entlangführt, gibt es direkte Autobahnanbindungen auch nach Madrid und Granada.
Der Bahnhof der Stadt, Murcia del Carmen, befindet sich ca. 25 Gehminuten südlich der Altstadt im gleichnamigen Stadtteil und ist seit dem 20. Dezember 2022 über die Schnellfahrstrecke Madrid–Levante an das spanische Hochgeschwindigkeitsnetz angeschlossen. Zudem führen vom Bahnhof Murcia del Carmen nicht elektrifizierte und in großen Teilen eingleisige Strecken nach Cartagena, Albacete, Alicante sowie über Lorca nach Águilas. Lediglich die Strecken nach Alicante und Lorca werden ungefähr stündlich bedient, alle anderen nur von wenigen Zugpaaren pro Tag. Die Strecke nach Alicante wird als Linie C-2 der Cercanías Murcia/Alicante bezeichnet, diejenige nach Águilas als C-1. Auch die aktuelle Schwäche des Eisenbahnnetzes in Murcia, die durch die Stilllegung des Abschnittes Almendricios–Guadix der Strecke Murcia–Granada 1985 entstandene Lücke in Richtung Andalusien, soll bis 2026 durch den bereits begonnenen Bau einer Schnellfahrstrecke bis Almería beseitigt werden. Im Dezember 2022 wurde die Schnellfahrstrecke nach Madrid in Betrieb genommen.
Ab 2007 befand sich eine 2,2 km lange Straßenbahnlinie mit vier Haltestellen entlang der Avenida Juan Carlos I im Probebetrieb. Sie wurde mit aus Madrid geliehenen Wagen (Nr. 151 und 152) befahren. Am 29. Mai 2011 ging die V-förmige Linie 1 mit 16,7 km und 24 Haltestellen in den Regelbetrieb.
Der interurbane Busbetrieb wird von LatBus ausgeführt. Der städtische Busverkehr wird vom Betreiber TM (Transportes de Murcia) angeboten, ein Joint Venture durch Ruiz, Marín & Fernanbús.

## Sport

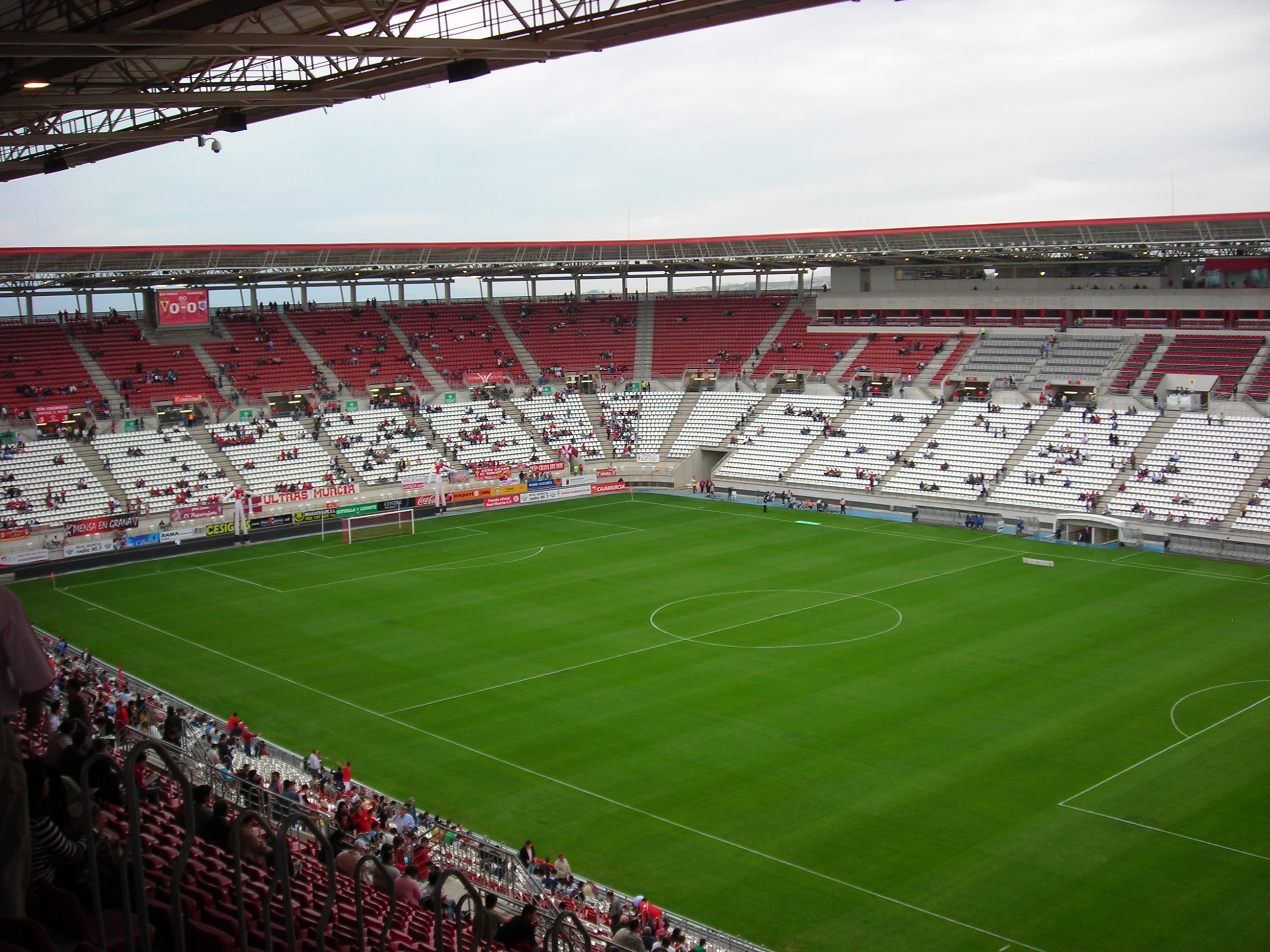
Das Estadio Nueva Condomina, das Stadion von Real Murcia

Der Fußballverein Real Murcia spielte 18 Jahre lang erstklassig und tritt in der Saison 2024/25 in der drittklassigen Primera División RFEF an, der 1999 gegründete Verein UCAM Murcia CF spielt viertklassig. Der Basketballklub CB Murcia ist in der höchsten spanischen Spielklasse vertreten, der Liga ACB. Im Futsal wurde ElPozo Murcia FS fünfmal spanischer Meister. Im Volleyball vertrat die Frauenmannschaft CAV Murcia 2005 von 2005 bis 2011 die Stadt.
In Murcia startet jährlich das Radrennen Murcia-Rundfahrt. 2010 war die Stadt Zielort einer Etappe der Vuelta a España.

## Kulinarische Spezialitäten
- Morcilla (Blutwurst mit Zimt und Pinienkernen)
- Zarangollo (ein Eintopf aus Zucchini, Ei und Kartoffeln)
- Pisto (eine Art Ratatouille)
- Pastel de Carne (ein Gebäck mit Fleischfüllung)
- Michirones
- Paparajote (im Fett ausgebackenes Zitronenblatt mit Teighülle)
- Migas

## Städtepartnerschaften
Partnerstädte Murcias sind:
- Grasse (Frankreich)
- Miami (USA)
- Łódź (Polen)
- Lecce (Italien)
- Murcia (Philippinen)

## Persönlichkeiten
Söhne und Töchter der Stadt:
- Ibn Arabi (1165–1240), Sufi
- Pedro de Orrente (1580–1645), Maler des Siglo de Oro
- Francisco Salzillo y Alcaraz (1701–1783), Barock-Bildhauer (Kirchenkunst)
- Blas Parera (1776–1840), Komponist
- José Selgas (1822–1882), Schriftsteller
- Francisco de Paula del Villar y Lozano (1828–1901), Architekt
- Juan de la Cierva (1895–1936), Erfinder des ersten Helikopters (Autogiro)
- José Nieto (1903–1982), Schauspieler
- Ramón Gaya (1910–2005), Maler
- Julio Ruzafa (* 1928), Maler
- Nana Lorca (* 1937), Tänzerin und Primaballerina
- Francisco Gil Hellín (* 1940), katholischer Geistlicher, emeritierter Erzbischof von Burgos
- Francisco Lerma Martínez IMC (1944–2019), Ordensgeistlicher und römisch-katholischer Bischof von Gurué
- Ramón Luis Valcárcel (* 1954), Politiker
- Esperanza Spierling (* 1971), Künstlerin
- Carlos del Amor (* 1974), Journalist
- Francisco Pérez (* 1978), Radrennfahrer
- Elia María Martínez (* 1979), spanische Fußballschiedsrichterin
- Óscar Sánchez Fuentes (* 1979), Fußballspieler
- Maravillas Abadía Jover (* 1981), Politikerin
- Marta Nieto (* 1982), Schauspielerin
- Eloy Teruel (* 1982), Radrennfahrer
- Luis León Sánchez (* 1983), Radrennfahrer
- Nicolás Almagro (* 1985), Tennisspieler
- Isabel Valera (* 1985), Informatikerin und Professorin an der Universität des Saarlandes
- María Dolores Martínez Madrona (* 1986), spanische Fußballschiedsrichterin
- Andrés Fernández Moreno (* 1986), Fußballtorhüter
- José Maria Alcaraz (* 1987), Radrennfahrer
- Rubén Fernández (* 1991), Radrennfahrer
- Jaime Lorente (* 1991), Schauspieler
- Rafa Mir (* 1999), Fußballspieler
- Carlos Alcaraz (* 2003), Tennisspieler
- Jaime de Bonilla (* 2003), Eishockeyspieler
- Pedro Acosta (* 2004), Motorradrennfahrer
- Izan Almansa (* 2005), Basketballspieler
- Máximo Quiles (* 2008), Motorradrennfahrer